# Record de France du triple saut
Pour un article plus général, voir Records de France d'athlétisme.
Les records de France seniors du triple saut sont actuellement détenus par Teddy Tamgho, auteur de 18,04 m le 18 août 2013 en finale des championnats du monde, à Moscou en Russie, et par Teresa Nzola Meso Ba chez les femmes avec la marque de 14,69 m, établie le 23 juin 2007 lors de la coupe d'Europe des nations de Munich, en Allemagne.

## Record de France masculin
| Performance | Athlète             | Date              | Lieu              |
| ----------- | ------------------- | ----------------- | ----------------- |
| 13,07 m     | André Chilo         | 20 juillet 1919   | Colombes          |
| 13,13 m     | René Doucet         | 10 août 1919      | Angers            |
| 13,57 m     | Roger Rousset       | 15 juillet 1923   | Paris             |
| 13,69 m     | Jean Nichil         | 10 juillet 1938   | Périgueux         |
| 13,88 m     | Jean Nichil         | 4 septembre 1938  | Colombes          |
| 13,89 m     | Jean Nichil         | 9 juillet 1939    | Tarbes            |
| 14,15 m     | Jean Nichil         | 9 juillet 1939    | Tarbes            |
| 14,18 m     | Robert Joanblanq    | 4 mai 1941        | Tunis             |
| 14,31 m     | Robert Joanblanq    | 1er juin 1941     | Antibes           |
| 14,31 m     | Robert Joanblanq    | 1er juin 1941     | Antibes           |
| 14,42 m     | Robert Bobin        | 20 juillet 1947   | Paris             |
| 14,58 m     | Robert Bobin        | 9 mai 1948        | Alençon           |
| 14,65 m     | Robert Bobin        | 30 mai 1948       | Limoges           |
| 14,69 m     | Malik M'Baye        | 3 juin 1951       | Dakar             |
| 14,87 m     | Malik M'Baye        | 15 septembre 1951 | Helsinki          |
| 15,02 m     | Malik M'Baye        | 23 août 1952      | Colombes          |
| 15,14 m     | Pierre Thiolon      | 7 août 1954       | Colombes          |
| 15,16 m     | Éric Battista       | 12 juin 1955      | Paris             |
| 15,19 m     | Éric Battista       | 6 août 1955       | Colombes          |
| 15,48 m     | Éric Battista       | 20 mai 1956       | Paris             |
| 15,62 m     | Éric Battista       | 28 juillet 1957   | Bruxelles         |
| 15,80 m     | Éric Battista       | 5 août 1957       | Londres           |
| 15,86 m     | Éric Battista       | 25 mai 1958       | Sofia             |
| 15,87 m     | Éric Battista       | 27 juillet 1958   | Colombes          |
| 15,99 m     | Éric Battista       | 25 juillet 1959   | Colombes          |
| 16,00 m     | Pierre William      | 25 septembre 1960 | Colombes          |
| 16,06 m     | Éric Battista       | 6 septembre 1961  | Paris             |
| 16,09 m     | Éric Battista       | 28 juin 1964      | Limoux            |
| 16,09 m     | Christian Martigne  | 27 juillet 1968   | Colombes          |
| 16,33 m     | Serge Firca         | 11 juin 1969      | Paris             |
| 16,37 m     | Serge Firca         | 20 juin 1970      | Lyon              |
| 16,50 m     | Bernard Lamitié     | 25 juin 1972      | Colombes          |
| 16,65 m     | Bernard Lamitié     | 22 juillet 1973   | Colombes          |
| 16,70 m     | Christian Valétudié | 17 août 1975      | Nice              |
| 16,80 m     | Bernard Lamitié     | 27 juin 1976      | Villeneuve-d'Ascq |
| 16,92 m     | Bernard Lamitié     | 6 mai 1978        | Fort-de-France    |
| 16,94 m     | Bernard Lamitié     | 5 août 1979       | Turin             |
| 16,95 m     | Serge Hélan         | 21 juin 1986      | Saint-Denis       |
| 17,13 m     | Serge Hélan         | 17 août 1986      | Cologne           |
| 17,24 m     | Georges Sainte-Rose | 27 juillet 1991   | Dijon             |
| 17,25 m     | Serge Hélan         | 27 juillet 1991   | Dijon             |
| 17,45 m     | Serge Hélan         | 27 juillet 1991   | Dijon             |
| 17,55 m     | Serge Hélan         | 13 août 1994      | Helsinki          |
| 17,58 m (i) | Teddy Tamgho        | 13 février 2009   | Paris             |
| 17,90 m (i) | Teddy Tamgho        | 14 mars 2010      | Doha              |
| 17,98 m     | Teddy Tamgho        | 12 juin 2010      | New York          |
| 18,04 m     | Teddy Tamgho        | 18 août 2013      | Moscou            |

## Record de France féminin

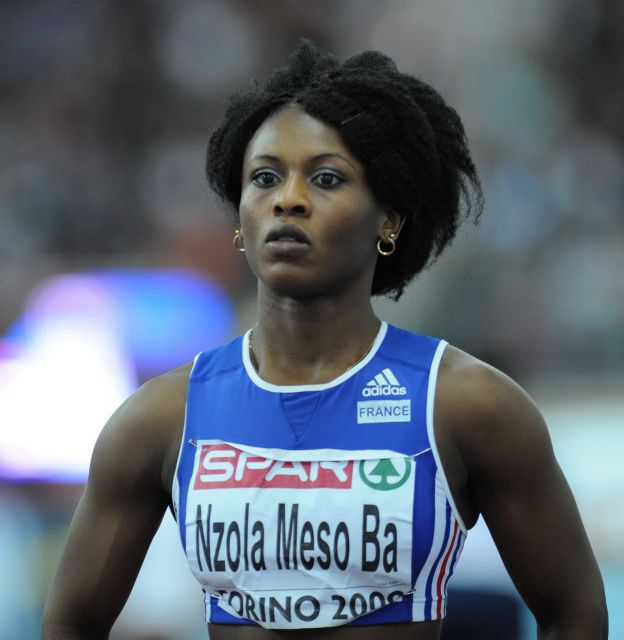
Teresa Nzola Meso Ba

| Performance | Athlète              | Date            | Lieu             |
| ----------- | -------------------- | --------------- | ---------------- |
| 13,12 m     | Sylvie Borda         | 29 juillet 1990 | Blois            |
| 13,18 m     | Sylvie Borda         | 26 juillet 1991 | Dijon            |
| 13,42 m     | Sandrine Domain      | 26 juillet 1991 | Dijon            |
| 13,51 m     | Caroline Honoré      | 23 juillet 1993 | Annecy           |
| 13,65 m     | Caroline Honoré      | 23 juillet 1993 | Annecy           |
| 13,85 m     | Valérie Guiyoule     | 8 juin 1994     | Reims            |
| 13,92 m     | Betty Lise           | 22 juillet 1994 | Annecy           |
| 13,94 m     | Valérie Guiyoule     | 8 juillet 1995  | Limoges          |
| 14,15 m     | Sandrine Domain      | 14 juillet 1996 | La Roche-sur-Yon |
| 14,24 m     | Betty Lise           | 14 juillet 1997 | La Roche-sur-Yon |
| 14,50 m     | Betty Lise           | 2 août 1997     | Athènes          |
| 14,69 m     | Teresa Nzola Meso Ba | 23 juin 2007    | Munich           |

## Records de France en salle

### Hommes
| Temps   | Athlète             | Date            | Lieu    |
| ------- | ------------------- | --------------- | ------- |
| 16,69 m | Christian Valétudié | 10 février 1976 | Milan   |
| 16,80 m | Serge Hélan         | 15 janvier 1987 | Liévin  |
| 17,15 m | Serge Hélan         | 22 février 1987 | Liévin  |
| 17,18 m | Serge Hélan         | 1er mars 1992   | Gênes   |
| 17,59 m | Pierre Camara       | 13 mars 1993    | Toronto |
| 17,90 m | Teddy Tamgho        | 14 mars 2010    | Doha    |
| 17,91 m | Teddy Tamgho        | 20 février 2011 | Aubière |
| 17,92 m | Teddy Tamgho        | 6 mars 2011     | Paris   |
| 17,92 m | Teddy Tamgho        | 6 mars 2011     | Paris   |

### Femmes
| Temps   | Athlète              | Date             | Lieu       |
| ------- | -------------------- | ---------------- | ---------- |
| 12,94 m | Nathalie Prévot      | 16 février 1991  | Liévin     |
| 13,11 m | Sylvie Borda         | 15 février 1992  | Bordeaux   |
| 13,17 m | Sandrine Domain      | 29 février 1992  | Gênes      |
| 13,24 m | Sylvie Borda         | 29 février 1992  | Gênes      |
| 13,32 m | Sylvie Borda         | 7 février 1993   | Grenoble   |
| 13,33 m | Sandrine Domain      | 27 février 1993  | Liévin     |
| 13,62 m | Sylvie Borda         | 27 février 1993  | Liévin     |
| 13,69 m | Betty Lise           | 1er février 1997 | Eaubonne   |
| 13,80 m | Betty Lise           | 1er février 1997 | Eaubonne   |
| 13,94 m | Betty Lise           | 8 mars 1997      | Paris      |
| 13,96 m | Betty Lise           | 8 mars 1997      | Paris      |
| 13,97 m | Betty Lise           | 22 février 1998  | Liévin     |
| 14,09 m | Betty Lise           | 27 février 1998  | Valence    |
| 14,15 m | Betty Lise           | 28 février 1998  | Valence    |
| 14,26 m | Betty Lise           | 28 février 1998  | Valence    |
| 14,49 m | Teresa Nzola Meso Ba | 4 mars 2007      | Birmingham |
| 14,53 m | Teresa Nzola Meso Ba | 13 février 2008  | Athènes    |

## Sources
- DocAthlé2003, Fédération française d'athlétisme, p. 43 et p. 51
- Chronologies des records de France seniors plein air sur cdm.athle.com
- Chronologies des records de France seniors en salle sur cdm.athle.com